# Mistrzostwa Świata Juniorów w Saneczkarstwie 2002
17. Mistrzostwa Świata Juniorów w saneczkarstwie 2002 odbyły się w dniach 28 stycznia-3 lutego w austriackim Innsbrucku. W tym mieście mistrzostwa odbyły się już trzeci raz (wcześniej w 1994 oraz 1999). Rozegrane zostały cztery konkurencje: jedynki kobiet, jedynki mężczyzn, dwójki mężczyzn oraz zawody drużynowe. W tabeli medalowej najlepsi byli Niemcy.

## Wyniki

### Jedynki kobiet[1][2]
| Medal | Zawodniczka      | Narodowość        | Czas     | Strata |
| ----- | ---------------- | ----------------- | -------- | ------ |
|       | Nina Reithmayer  | Austria           | 1:21.203 |        |
|       | Maria Feichter   | Włochy            | 1:21.397 | +0.194 |
|       | Tatjana Hüfner   | Niemcy            | 1:21.467 | +0.264 |
| 4.    | Anja Eberhardt   | Niemcy            | 1:21.530 | +0.327 |
| 5.    | Nicole Oliveira  | Stany Zjednoczone | 1:21.605 | +0.402 |
| 6.    | Corinna Martini  | Niemcy            | 1:21.817 | +0.614 |
| 7.    | Julia Clukey     | Stany Zjednoczone | 1:21.985 | +0.782 |
| 8.    | Sabine Kurth     | Niemcy            | 1:21.993 | +0.790 |
| ...   | ...              | ...               | ...      | ...    |
| 19.   | Monika Romańczuk | Polska            | 1:23.518 | +2.315 |
| 24.   | Sylwia Dobija    | Polska            | 1:25.036 | +3.833 |

### Jedynki mężczyzn[3][4][5]
| Medal | Zawodnik           | Narodowość        | Czas     | Strata |
| ----- | ------------------ | ----------------- | -------- | ------ |
|       | David Möller       | Niemcy            | 1:45.878 |        |
|       | Patrick Schürer    | Niemcy            | 1:46.598 | +0.720 |
|       | Jonathan Myles     | Stany Zjednoczone | 1:46.683 | +0.805 |
| 4.    | Jeff Christie      | Kanada            | 1:46.702 | +0.824 |
| 5.    | Nico Oetzel        | Niemcy            | 1:46.944 | +1.066 |
| 6.    | Anton Hörhager     | Austria           | 1:47.011 | +1.133 |
| 7.    | Armin Pfister      | Austria           | 1:47.431 | +1.553 |
| 8.    | Peter Penz         | Austria           | 1:47.650 | +1.772 |
| ...   | ...                | ...               | ...      | ...    |
| 20.   | Przemysław Pochłód | Polska            | 1:49.074 | +3.196 |

### Dwójki mężczyzn[6]
| Medal | Zawodnicy                            | Narodowość        | Czas     | Strata |
| ----- | ------------------------------------ | ----------------- | -------- | ------ |
|       | Yukio Griffall/Dan Joye              | Stany Zjednoczone | 1:21.585 |        |
|       | Franz König/Christian Kontny         | Niemcy            | 1:21.675 | +0.090 |
|       | Marcel Lorenz/Christian Baudo        | Niemcy            | 1:21.852 | +0.267 |
| 4.    | Peter Penz/Georg Fischler            | Austria           | 1:21.902 | +0.317 |
| 5.    | Christian Pfalz/Patrick Günther      | Niemcy            | 1:22.150 | +0.565 |
| 6.    | Siergiej Dobrininl/Siergiej Czudinow | Rosja             | 1:22.394 | +0.809 |
| 7.    | Patrick Schwienbacher/David Mair     | Włochy            | 1:22.544 | +0.959 |
| 8.    | Matthew Mortensen/Garon Thorne       | Stany Zjednoczone | 1:23.124 | +1.539 |
| ...   | ...                                  | ...               | ...      | ...    |
| 20.   | Marcin Piekarski/Krzysztof Lipiński  | Polska            | 1:26.595 | +5.010 |

### Drużynowe[7][8]
| Medal | Zawodnicy                                                               | Narodowość        | Czas     | Strata |
| ----- | ----------------------------------------------------------------------- | ----------------- | -------- | ------ |
|       | David Möller/Tatjana Hüfner/Franz König/Christian Kontny                | Niemcy II         | 2:15.237 |        |
|       | Patrick Schürer/Anja Eberhardt/Marcel Lorenz/Christian Baudo            | Niemcy I          | 2:15.952 | +0.715 |
|       | Anton Hörhager/Nina Reithmayer/Peter Penz/Georg Fischler                | Austria I         | 2:16.469 | +1.232 |
| 4.    | Jonathan Myles/Nicole Oliveira/Yukio Griffall/Dan Joye                  | Stany Zjednoczone | 2:16.580 | +1.343 |
| 5.    | Kaspans Dumpis/Maija Tīruma/Andris Šics/Marcis Kalnins                  | Łotwa             | 2:18.163 | +2.926 |
| 6.    | Bernhard Prinoth/Maria Feichter/Patrick Schwienbacher/David Mair        | Włochy            | 2:18.607 | +3.370 |
| 7.    | Przemysław Pochłód/Monika Romańczuk/Marcin Piekarski/Krzysztof Lipiński | Polska            | 2:19.240 | +4.003 |
| 8.    | Daniel Cech/Iveta Sokoliková/Jan Harnis/Branislav Regec                 | Słowacja          | 2:20.181 | +4.944 |

## Klasyfikacja medalowa
| Miejsce | Państwo           |   |   |   | Razem |
| ------- | ----------------- | - | - | - | ----- |
| 1.      | Niemcy            | 2 | 3 | 2 | 7     |
| =2.     | Austria           | 1 | 0 | 1 | 2     |
| =2.     | Stany Zjednoczone | 1 | 0 | 1 | 2     |
| 4.      | Włochy            | 0 | 1 | 0 | 1     |